# Parapleuropholis
Parapleuropholis is een geslacht van uitgestorven straalvinnige beenvissen, dat leefde in wat nu de Democratische Republiek Congo is tijdens het Vroeg-Toarcien van het Vroeg-Jura.
Het geslacht Parapleuropholis werd in 1955 benoemd door Pierre de Saint-Seine. Hij benoemde twee soorten: Parapleuropholis olbrechtsi en Parapleuropholis koreni. De geslachtsnaam betekent 'naast Pleuropholis'. White koos Parapleuropholis olbrechtsi als typesoort.
De vis leefde in zoet water. De praemaxillae in de snuit waren vergroeid.